# Кошицкий, Томаш
То́маш Ко́шицкий (словац. Tomáš Košický; родился 11 марта 1986 года, Братислава, ЧССР) — словацкий футболист, вратарь клуба «Дебрецен».

## Карьера

### Клубная
Кошицкий является воспитанником футбольной школы братиславского «Интера». Он дебютировал в чемпионате Словакии в сезоне 2005/06. В следующем сезоне вратарь продолжил оставаться на скамейке запасных. Летом 2008 года Кошицкий подписал контракт с итальянским клубом «Катания». В команде он стал третьим голкипером после Альбано Биссари и Чиро Полито. Впервые словак появился на поле 17 сентября в кубковой игре против «Падовы», где его команда праздновала победу со счётом 4:0. В чемпионате Италии вратарь дебютировал 26 апреля 2009 года, выйдя в стартовом составе на встречу с «Лечче».
Футболист из Словакии стал получать место в воротах «Катании» лишь в мае 2009 года, и до конца сезона 2008/09 он провёл 5 матчей. Однако на протяжении следующих трёх сезонов (с 2009/10 по 2011/12) Кошицкий сыграл за слонов лишь 4 игры в Серии А. Особо отличился словак 12 февраля 2012 года в игре регулярного чемпионата против «Дженоа». Тогда генуэсцы потерпели поражение со счётом 0:4, причём четвёртый гол забил Гонсало Бергессио, а его ассистентом выступил Кошицкий, выбив мяч далеко на половину поля соперника.
22 июня 2012 года Кошицкий перешёл в «Новару», а в стан красно-голубых вернулся Такаюки Моримото

### В сборной
В 2007 году Кошицкий сыграл 3 матча за молодёжную сборную Словакии, которые проводились в рамках квалификационного этапа чемпионата Европы среди молодёжных команд 2009.